# 堀秀重
堀 秀重（ほり ひでしげ）は、戦国時代の武将。
天文元年（1532年）、堀掃部大夫（名前は不詳）の次男として生まれる。兄は父と同じく掃部太夫を称したが、脚気にかかって歩行が出来なくなり一向宗の僧となったので、秀重が家督を継いだ。はじめ斎藤道三、次いで織田信長に仕え、近江坂田郡に3000石、ほかに2000石の合計5000石を与えられた。
嫡男の秀政は信長の寵愛を受け、信長死後も豊臣秀吉に重用されて大名にまで栄進、秀重もその下で主に代官的な政務補佐を担当したが、1590年に秀政は早世。慶長3年（1598年）4月、孫の堀秀治が越後春日山30万石に移封されると、その後見役となり、秀吉から1万400石の所領を与えられた。
しかし、その秀治も慶長11年（1606年）5月に早世。秀重もその後を追うように11月28日に死去した。享年75。